# Thrisadee Sahawong
Thrisadee Sahawong (în thailandeză ทฤษฎี สหวงษ์, n. 23 ianuarie 1980, Buriram⁠(d), Provincia Buriram, Thailanda – d. 18 ianuarie 2016, Bangkok, Thailanda) a fost un actor thailandez.

## Tinerețe
Thrisadee Sahawong s-a născut pe 23 ianuarie 1980 într-o familie săracă din provincia Buriram și și-a început cariera cinematografică în 2008, colaborând cu Channel 3 (Thailandez). S-a infectat cu febra denga și a murit la 13 ianuarie 2016.

## Filmografie

### Dramă
- Likasit Huajai (2005)
- Phoo Yai Lee Kab Nang Ma (2011)
- Mon Rak Luk Thung (2012)
- Sao Noi Loy Larn (2016)
- Tan Chai Kammalor (2016)